# L'Étoile de mer
L'Étoile de mer (español: La estrella de mar ) es una película surrealista de 1928 dirigida por el fotógrafo, pintor y cineasta Man Ray y basada en un poema corto escrito por el poeta Robert Desnos. La película muestra a una pareja (interpretada por Alice Prin, también conocida como Kiki, y André de la Rivière) actuando a través de escenas  desenfocadas, y con el propio Desnos haciendo alguna aparición.

## Sinopsis
Casi todas las escenas de esta película se filman en el reflejo de un espejo y a través de un vidrio difuso y texturizado. Después de presentar a la pareja caminando, aparece una cita:
Les dents des femmes sont des objets si charmants. . . (Los dientes de las mujeres son encantadores. . . )
Una breve escena en la que la mujer se cambia las medias.
... qu' on ne devrait les voir qu' en rêve ou à l'instant de l'amour. (... que no se las debe ver sino en un sueño o en el instante del amor. )
Desde este punto, la pareja se retira al dormitorio superior de una casa y la mujer se desnuda y se retira, momento en el que el hombre se despide.
Si belle! Cibeles? (¡Que bella! Cibeles? )
El hombre sale de la casa.
Nous sommes à jamais perdus dans le désert de l'éternèbre. (Estamos perdidos para siempre en el desierto de la oscuridad eterna. Éternèbre es un acrónimo de éternel (eterno) y ténèbre (oscuridad)).
La película muestra a una mujer vendiendo periódicos en la calle, esta es André de la Rivière vestido de mujer.
Qu'elle est belle (Qué hermosa es)
Se muestra a un hombre comprando una estrella de mar en un frasco y yendo a casa para examinarla más a fondo.
"Après tout" ("Después de todo")
Luego, la película cambia de enfoque, siguiendo a los periódicos que son arrastrados por el viento mientras un hombre intenta recogerlos. Aparecen escenas de un viaje en tren, remolcadores atracando en un muelle seguidos de un paisaje panorámico de la ciudad.
Si les fleurs étaient en verre (Si las flores fueran de cristal)
Seguido de un montaje de varios objetos giratorios, incluida la estrella de mar en un frasco. Aparecen algunas naturalezas muertas, nuevamente con la estrella de mar.
Belle, belle comme une fleur de verre (Hermosa, hermosa como una flor de cristal)</br> Belle comme une fleur de chair (Hermosa como una flor de carne)</br> Il faut battre les morts quand ils sont froids. (Uno debe golpear a los muertos mientras están fríos. cf. Il faut battre le fer quand il est chaud - Hay que golpear el hierro mientras está caliente)
El hombre sube las escaleras hacia el dormitorio superior de la casa, dejando la estrella de mar al pie de las escaleras. La película muestra a la mujer que blande un gran cuchillo superpuesto a la estrella de mar.
Les murs de la Santé (Las murallas de la Santé)</br> Et si tu trouves sur cette terre une femme à l'amour sincère. . . (Y si encuentras en esta tierra una mujer cuyo amor sea verdadero. . . )</br> Belle comme une fleur de feu (Hermosa como una flor de fuego)</br> Le soleil, un pied à l'étrier, niche un rossignol dans un voile de crêpe. (El sol, con un pie en el estribo, acurruca un ruiseñor en un velo de luto. )
La mujer se encuentra recostada en el dormitorio.
Vous ne rêvez pas (No estás soñando)
Luego, la película revela un breve final del triángulo amoroso de los personajes.
Qu'elle était belle (Qué hermosa era)</br> Qu'elle est belle (Qué hermosa es)
La mujer aparece en un espejo con la palabra 'belle' (hermosa), que se hace añicos. De esta manera la película llega a su fin.

## Producción
Poco antes de zarpar hacia Cuba el 21 de febrero de 1928, : 10 Desnos había escrito el breve poema. Se había inspirado en una estrella de mar que tenía y que consideraba la encarnación simbólica de un amor perdido. Durante una cena de despedida celebrada esa noche con Man Ray, Kiki y uno de sus amigos, Desnos leyó el poema. Profundamente afectado por la lectura de Desnos, Man Ray vio inmediatamente en ella el escenario de una película surrealista y le prometió al poeta —quien por lo tanto confió su guion a Man Ray— que estaría terminada a tiempo para su regreso de Cuba unas semanas después. Al día siguiente, Man Ray comenzó el proyecto filmando la escena final, con el propio Desnos. Además de usar las líneas del breve poema como intertítulos, Man Ray reprodujo una frase de Deuil pour Deuil de Desnos ("Les dents des femmes sont des objets si charmants qu'on ne devrait les voir qu'en rêve ou à l'instant de l'amour", donde "l'amour" reemplazó al original "la mort" de Desnos),  así como otros juegos de palabras surrealistas ("Si belle! Cibeles?"; "Il faut battre les morts quand ils sont froids"), o simplemente "Adiós".
Man Ray y Desnos pertenecían a corrientes artísticas como el avant-garde, en donde la esencia de la obra era la experimentación, por lo tanto eran de la opinión de que en una obra de arte debe presentar lo que el artista percibe y cómo se siente frente a ello. Las acciones presentadas en este filme oscilan entre el sueño y la realidad, cumpliendo así uno de los manifiestos más relevantes del movimiento surrealista: el hombre como presa de una emoción.
Man Ray utilizó una placa seca de gelatina para lograr el efecto de vidrio texturizado y convertir las imágenes espectrales de la película en un dibujo o una pintura rudimentaria, resolviendo así también su preocupación por la censura de las escenas de desnudos.
Originalmente la película es muda, las copias recientes se han doblado con música tomada de la colección de discos personales de Man Ray de la época. La reconstrucción musical estuvo a cargo de Jacques Guillot.